# Taxon
Een taxon (meervoud: taxa) is een taxonomische eenheid of taxonomische groep, een groep organismen die volgens een taxonoom een van andere groepen te onderscheiden eenheid vormt. 
Voorbeelden van taxa zijn:
- kroontjeskruid (Euphorbia helioscopia), een taxon in de rang van soort binnen (het taxon van) het geslacht Euphorbia. Een benoemde soort wordt altijd binnen een geslacht geplaatst; dit is zichtbaar aan het eerste deel van de soortnaam. Soortnamen en geslachtnamen worden veelal cursief geschreven.
- loopkeverfamilie (Carabidae), een taxon in de rang van familie.

Meestal heeft een taxon een naam en een rang, maar dit is geen vereiste. Een taxon bevat organismen (of taxa) waarvan een taxonoom oordeelt dat ze tot die eenheid horen, om redenen die voor de taxonoom van belang zijn.
Volgens het door Linnaeus ingevoerde principe van binomiale nomenclatuur behoren alle benoemde soorten tot een geslacht, en hebben ze een tweedelige naam. Een taxon met een rang lager dan soort krijgt een driedelige naam.
De term taxon werd geïntroduceerd op voorstel van H.J. Lam op het Internationaal Botanisch Congres van 1950 in Stockholm, als verkorte schrijfwijze voor taxonomic group (taxonomische groep). Dit voorstel werd aangenomen en na de botanici volgden zoölogen en bacteriologen al snel. De zoölogen definieerden de term als taxonomic unit (taxonomische eenheid).
Het is niet gezegd dat de leden van een taxon op elkaar lijken. In sommige gevallen lijken ze heel sterk op elkaar: het ene lid van het geslacht havikskruid (Hieracium) lijkt sterk op de meeste andere leden. In andere gevallen zijn de morfologische verschillen aanzienlijk groter: de heilige lotus (Nelumbo nucifera) heeft slechts weinig morfologische kenmerken gemeen met de gewone plataan (Platanus ×hispanica), hoewel beide planten volgens het APG II-systeem tot hetzelfde taxon horen: de orde Proteales. Dit komt deels omdat een orde (Proteales) een veel hoger hiërarchisch niveau heeft dan een geslacht (Hieracium), maar het is geen uniek voorbeeld.
Strikt genomen is ook een clade een taxon; het is een groep die door een taxonoom onderscheiden wordt. De PhyloCode verwijst naar de te benoemen clades met de term taxa.
Er is wel discussie geweest of cultivars en Groepen in het kader van de International Code of Nomenclature for Cultivated Plants, ICNCP niet aangeduid zouden moeten worden met de term culton, maar dit heeft het niet gehaald.